# Ivan Tomić
Ivan Tomić (serbio: Иван Томић; nacido en Belgrado, Serbia, el 5 de enero de 1976) es un exfutbolista y técnico serbio.

## Carrera como futbolista
Formado en la cantera del F.K. Partizan Belgrado fue integrante de la plantilla una vez terminada las Guerras Yugoslavas.
En verano de 1998 fichó por la A.S. Roma (Serie A), aunque las dos siguientes temporadas Tomis no contó con muchos minutos ni con Zdeněk Zeman (1998-1999) ni con Fabio Capello (1999-2000).
Ante la falta de minutos y su juventud los técnicos romanos decidieron buscarle una cesión llegando al acuerdo con el Deportivo Alavés (1ª División), que afrontaba su primera participación en la Copa de la UEFA. Tomic pasó a ser un jugador fundamental del equipo albiazul tras anotar dos goles en el partido de vuelta (3-4) en la primera eliminatoria frente al Gaziantepspor K. en el Gaziantep Kamil Ocak consiguiendo el subcampeonato de la Copa de la UEFA al perder en la épica final 4-5 frente al Liverpool F.C..
A su regreso a la A.S. Roma su situación no varió respecto a su primera etapa y apenas contó para Fabio Capello, por lo que en el mercado invernal de la temporada 2002-2003 regresó como cedido al Deportivo Alavés (1ª División) que vivía una situación clasificatoria comprometida que acabó con el descenso a 2ª División. La temporada siguiente, ya sin contrato con la A.S. Roma, jugaría la primera vuelta en el Rayo Vallecano (2ª), siendo dado de baja en el mercado invernal para inscribir a Jorge Valdivia.
En la temporada 2004-2005 regresó al Partizan, jugando con los crno-beli 332 partidos y anotando 66 goles hasta su retirada en la temporada 2006-2007.

## Clubes
| Club                      | País                           | Años                  |
| ------------------------- | ------------------------------ | --------------------- |
| F.K. Partizan Belgrado    | Bandera de Serbia y Montenegro | 1993-1998             |
| A.S. Roma                 | Bandera de Italia              | 1998-2000             |
| Deportivo Alavés (Cedido) | Bandera de España              | 2000 - 2001           |
| A.S. Roma                 | Bandera de Italia              | 2001-2003             |
| Deportivo Alavés (Cedido) | Bandera de España              | 2002-2003 (2ª Vuelta) |
| Rayo Vallecano            | Bandera de España              | 2003 - 2004           |
| F.K. Partizan Belgrado    | Bandera de Serbia              | 2004-2007             |

## Carrera posterior
Tras su retirada fue nombrado director deportivo del F.K. Partizan Belgrado, cargo que ostentó hasta diciembre de 2009.
En la temporada 2014-2015 fue nombrado seleccionador Sub-19 de Serbia para pasar a continuación al banquillo del F.K. Teleoptik (Liga Srpska de Belgrado). En el equipo de Zemun permanerció escasamente dos meses al ser llamado por F.K. Partizan Belgrado (Superliga de Serbia) para sustituir a Ljubinko Drulović dejando el equipo a terminar la temporada.